# Bezirk Steglitz-Zehlendorf
Steglitz-Zehlendorf ist der sechste Verwaltungsbezirk von Berlin. Am 31. Dezember 2024 hatte der Bezirk 295.786 Einwohner. Der im Südwesten Berlins gelegene Bezirk entstand 2001 im Zuge der Berliner Verwaltungsreform durch die Zusammenlegung der früheren Bezirke Steglitz und Zehlendorf.
Steglitz-Zehlendorf gilt heute als bürgerlicher und wohlhabender Bezirk. Er weist unter den Berliner Bezirken die günstigste Sozialstruktur auf. 2019 verzeichnete Steglitz-Zehlendorf die höchste Zahl an Einkommensmillionären unter den Berliner Bezirken.
Die Hochschul- und Forschungslandschaft im Bezirk ist international renommiert und gilt als Anziehungspunkt für Wissenschaftler aus aller Welt. Zu den wesentlichen kulturellen Zentren zählen u. a. das Literarische Colloquium Berlin, der Botanische Garten, das Brücke-Museum und der Titania-Palast.

## Geographie

### Lage
Steglitz-Zehlendorf grenzt im Westen an die brandenburgische Landeshauptstadt Potsdam, ferner an die Berliner Bezirke Spandau (nordwestlich), Charlottenburg-Wilmersdorf (nördlich), sowie Tempelhof-Schöneberg im Osten. Hinter der Landesgrenze im Süden liegen Kleinmachnow und Teltow im Landkreis Potsdam-Mittelmark. In ost-westlicher Richtung erstreckt sich der Bezirk über 19 Kilometer und in nord-südlicher Richtung über 9 Kilometer.
Der westlichste Punkt Berlins befindet sich im Ortsteil Wannsee in der Havel, auf der die Grenze zu Brandenburg verläuft.

### Besiedlung

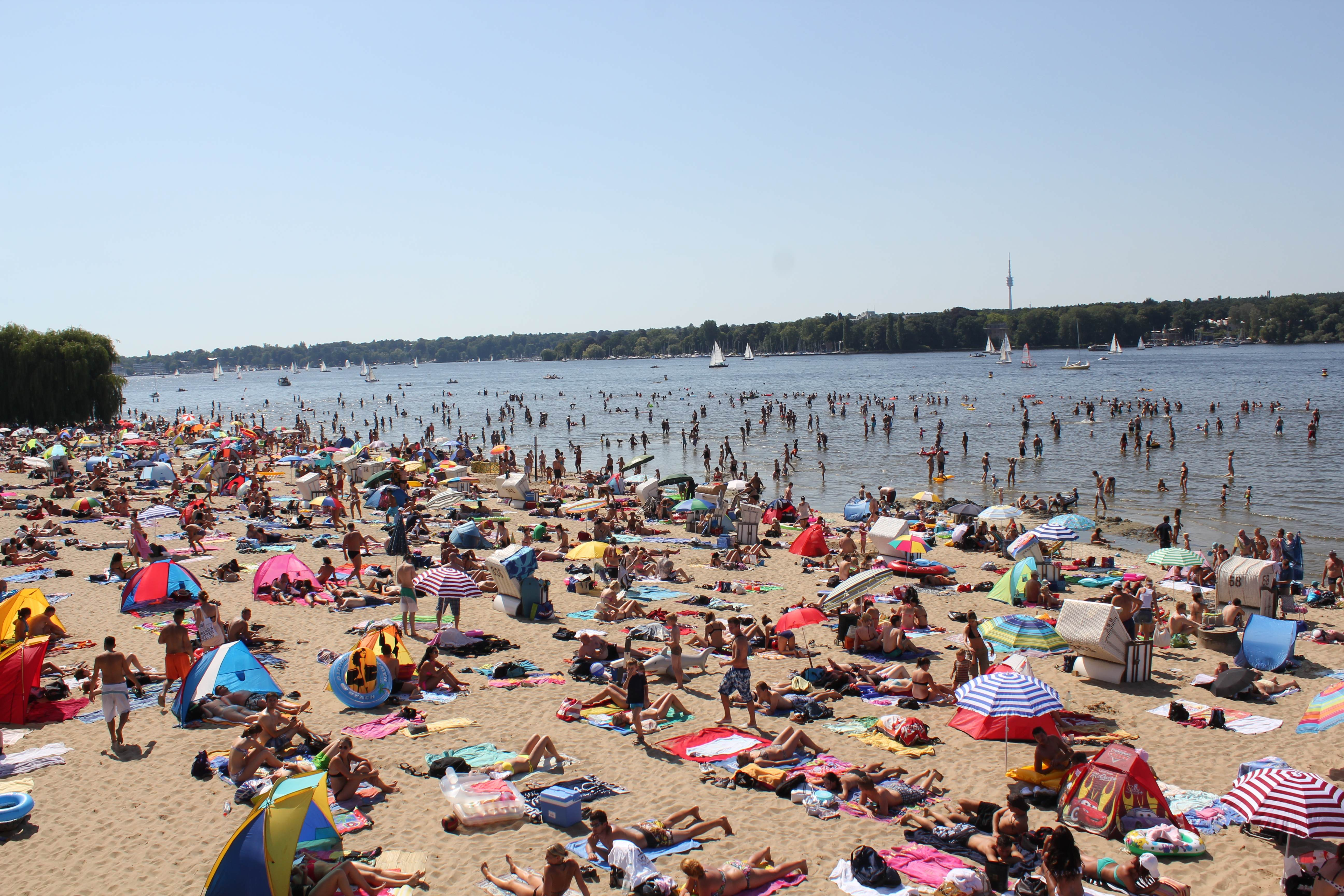
Großer Wannsee

Der Bezirk Steglitz-Zehlendorf umfasst ausgedehnte Erholungsgebiete, Villensiedlungen sowie unterschiedliche Wohn- und Gewerbelagen. Im Westen finden sich unter anderem Erholungsgebiete wie der Wannsee, der südliche Grunewald mit seinen Seen Krumme Lanke und Schlachtensee, die besonders im Sommer von vielen Berlinern besucht werden. Der Ortsteil Dahlem ist Sitz zahlreicher wissenschaftlicher Einrichtungen und der Freien Universität. Das Ortsgebiet Zehlendorf hat unterschiedliche Wohnlagen, im Zentrum ein kleines Einzelhandelsgebiet. Das südlich von Dahlem gelegene Lichterfelde ist im nördlichen Teil geprägt von der gründerzeitlichen Villenkolonie Lichterfelde und kleineren Einzelhandelszentren; in Lichterfelde-Süd finden sich teilweise Wohngebiete aus der Zeit nach dem Zweiten Weltkrieg.
Der weiter östlich gelegene Ortsteil Steglitz ist hingegen stärker städtisch strukturiert, wie die Schloßstraße im Ortskern mit der höchsten Ladendichte Berlins zeigt. Sie stellt das Hauptzentrum für die südwestlichen Bezirke der Stadt dar. Botanischer Garten und Botanisches Museum Berlin liegen, entgegen der ehemaligen eigenen Bezeichnung, nicht in Dahlem, sondern in der Ortslage Lichterfelde West des Ortsteils Lichterfelde.
Der Bezirk ist sehr unterschiedlich besiedelt. In Steglitz und Lichterfelde, die beide von der Einwohnerzahl her in das oberste Viertel aller 97 Berliner Ortsteile gehören, lebt die Hälfte der Bevölkerung. Wannsee, der größte Ortsteil von Steglitz-Zehlendorf mit fast einem Viertel der Gesamtfläche, ist mit seinen drei Prozent Bevölkerungsanteil sehr dünn besiedelt.

### Ortsteile
Der Bezirk Steglitz-Zehlendorf unterteilt sich in acht Ortsteile.

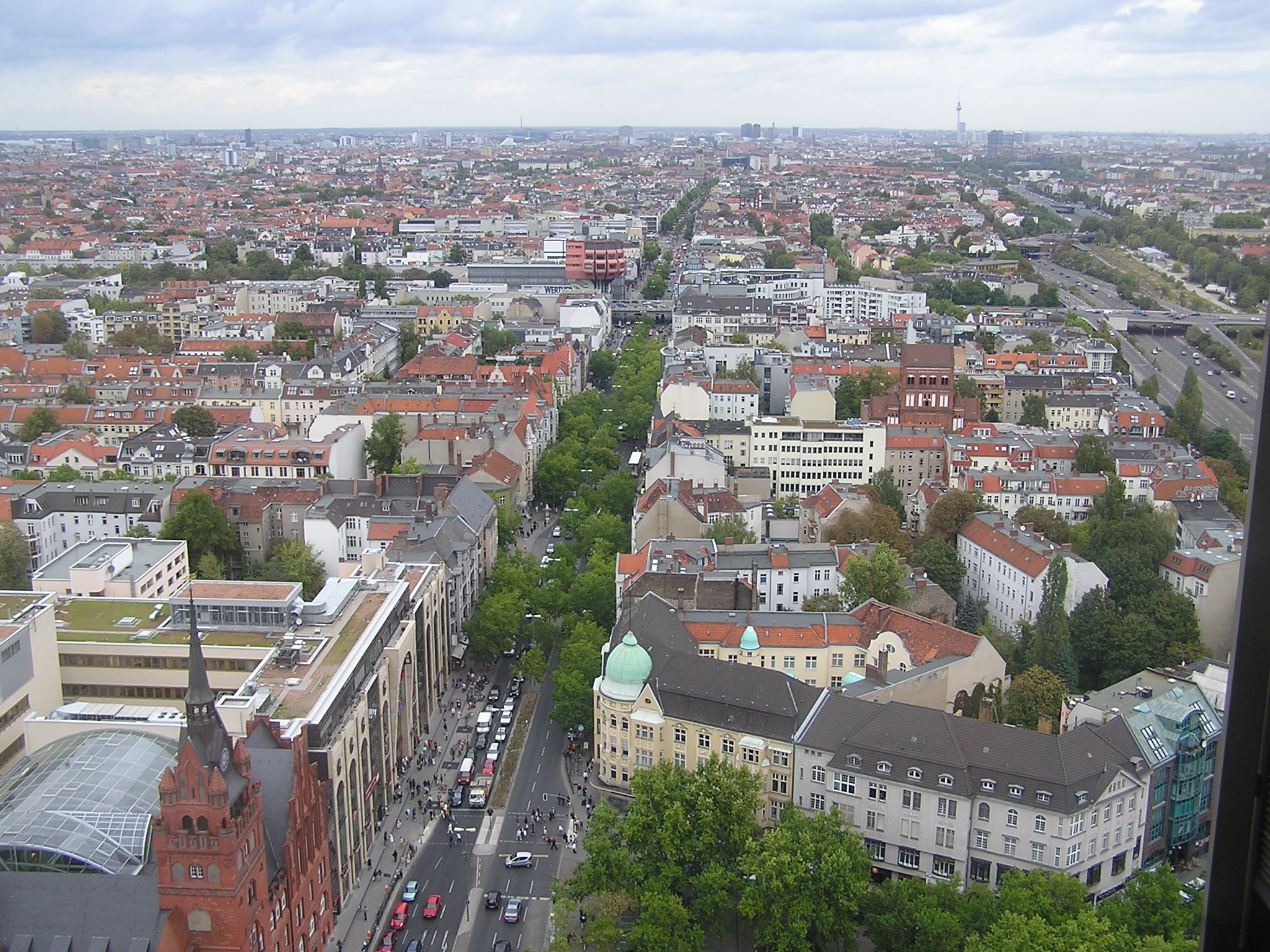
Blick über Steglitz mit der Schloßstraße vom Steglitzer Kreisel aus

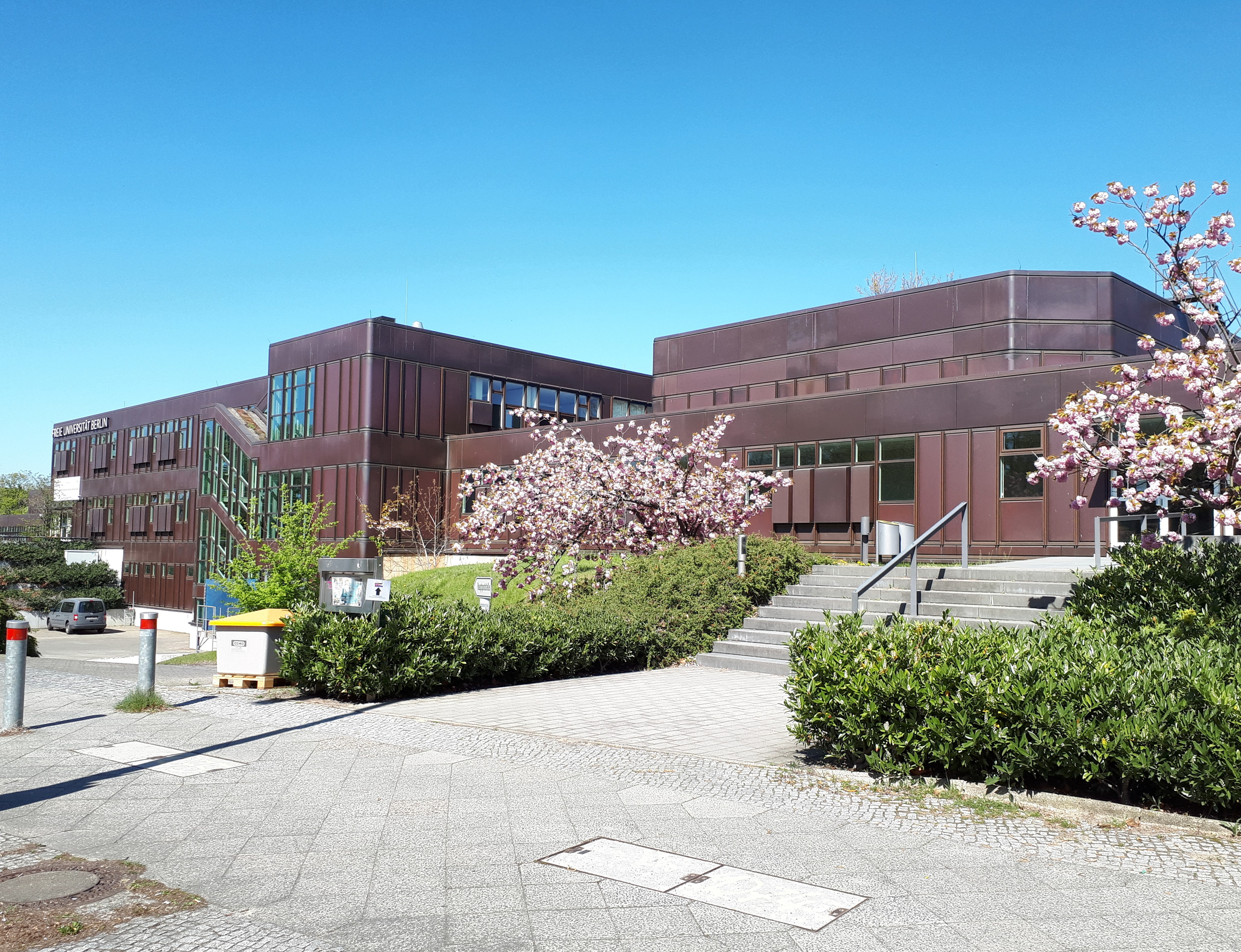
Freie Universität in Dahlem

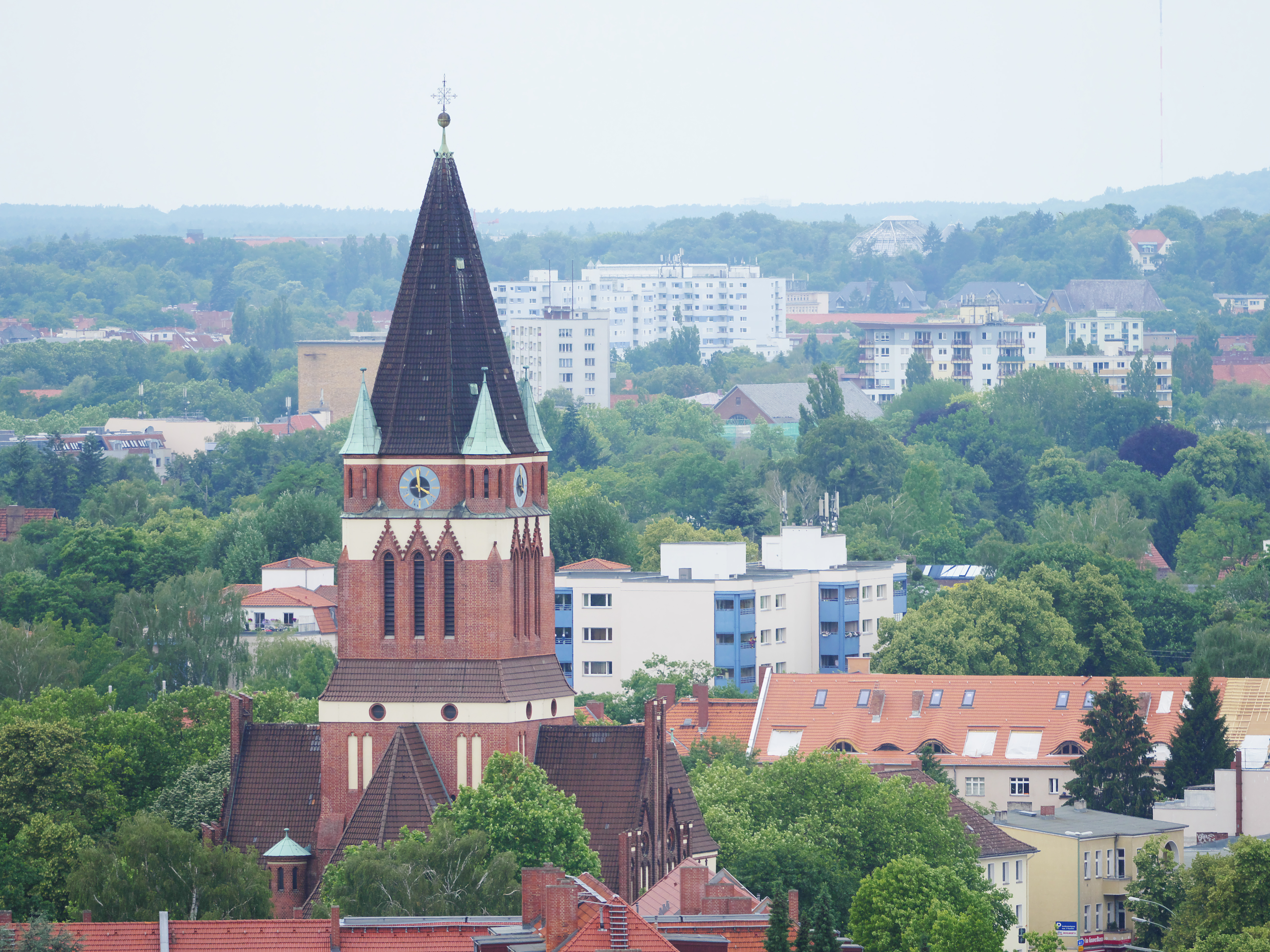
Dreifaltigkeitskirche in Lankwitz

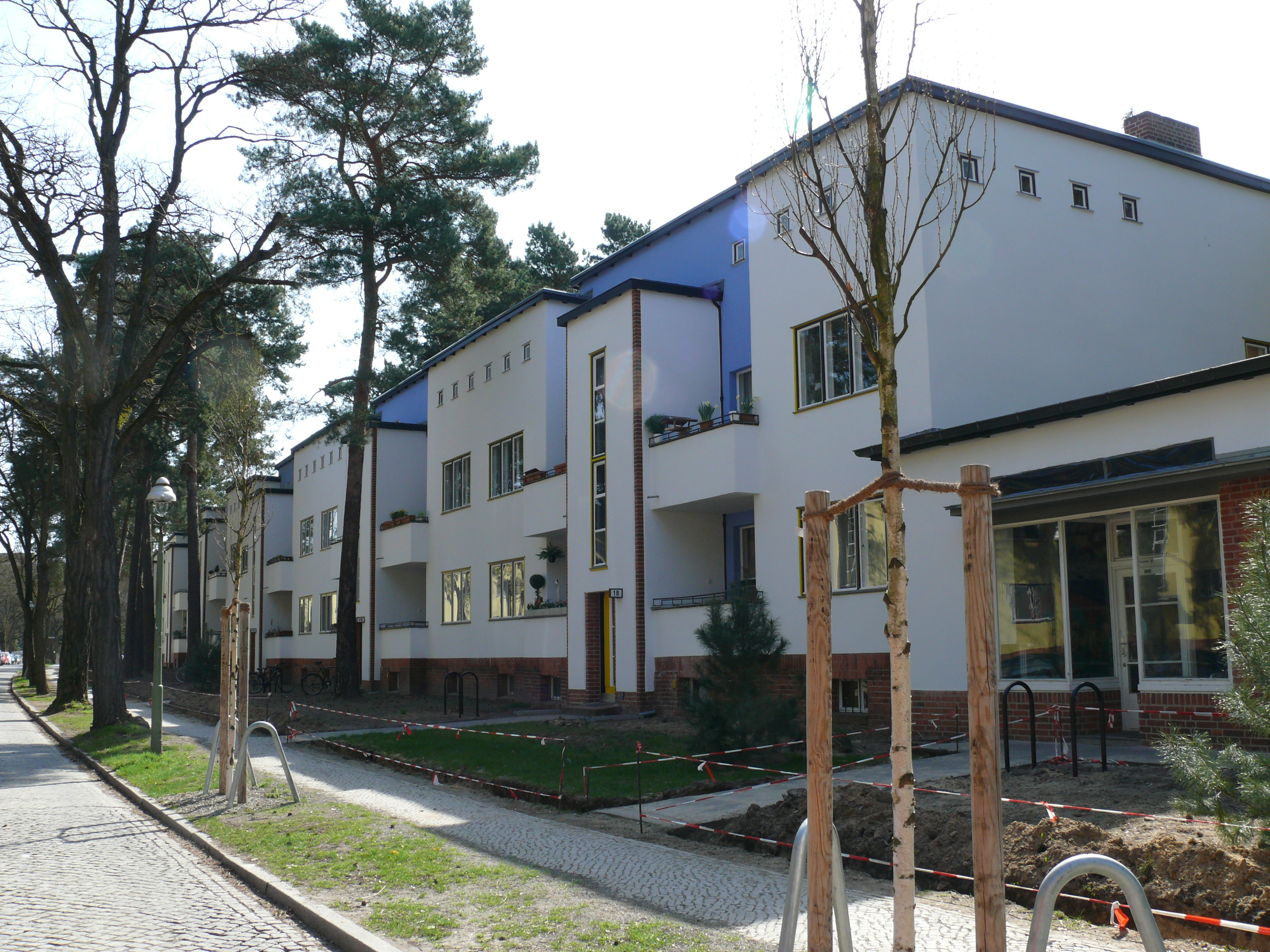
Bauhaussiedlung Onkel Toms Hütte in Zehlendorf

| Ortsteile und Ortslagen                                                            | Fläche (km²) | Einwohner 31. Dezember 2024 | Einwohner pro km² | Lage                                      |
| ---------------------------------------------------------------------------------- | ------------ | --------------------------- | ----------------- | ----------------------------------------- |
| 0601 Steglitz - Südende - Bismarckviertel                                          | 6,79         | 76.247                      | 11.229            | Ortsteile des Bezirks Steglitz-Zehlendorf |
| 0602 Lichterfelde - Lichterfelde West - Lichterfelde Ost - Lichterfelde Süd        | 18,22        | 85.445                      | 4.690             | Ortsteile des Bezirks Steglitz-Zehlendorf |
| 0603 Lankwitz                                                                      | 6,99         | 44.698                      | 6.395             | Ortsteile des Bezirks Steglitz-Zehlendorf |
| 0604 Zehlendorf - Düppel - Schönow - Onkel Toms Hütte                              | 18,83        | 54.745                      | 2.907             | Ortsteile des Bezirks Steglitz-Zehlendorf |
| 0605 Dahlem                                                                        | 8,39         | 16.726                      | 1.994             | Ortsteile des Bezirks Steglitz-Zehlendorf |
| 0606 Nikolassee - Schwanenwerder                                                   | 19,61        | 11.641                      | 594               | Ortsteile des Bezirks Steglitz-Zehlendorf |
| 0607 Wannsee - Kohlhasenbrück - Steinstücken - Heckeshorn - Am Sandwerder - Stolpe | 23,68        | 10.188                      | 430               | Ortsteile des Bezirks Steglitz-Zehlendorf |
| 0608 Schlachtensee                                                                 | 4,05         | 10.573                      | 2.611             | Ortsteile des Bezirks Steglitz-Zehlendorf |

## Geschichte
Die erste namentliche Erwähnung eines heutigen Ortsteiles im Bezirk war 1239 Lankwitz (Lancewitz).
Es wird davon ausgegangen, das ab spätestens 1200 Slawische und deutsche Siedlungen am Schlachtensee und an der Krume Lanke entstanden. Die erste urkundliche Erwähnung Zehlendorfs (damals: Cedelendorp) geht auf 1242 zurück. Hier kaufte das Kloster Lehnin die Siedlung und behielt es bis 1542. Friedrich der Große spendete dem Dorf 1768 eine Kirche bei einem Zwischenhalt auf der Reise vom Berliner Schloss zum Schloss Sanssouci. Die Siedlung befand sich auf der Hälfte der Strecke zwischen beiden Orten, wodurch der Ort durch seine Funktion als Relaisstation wirtschaftlichen Aufschwung erhielt.
Steglitz entstand ebenfalls in der ersten Hälfte des 13. Jahrhunderts als Straßendorf. Am Ende dieses Jahrhunderts wurde die hölzerne Kirche mit der Dorfkirche Steglitz ersetzt. Sie stand bis in das 19. Jahrhundert, wo sie durch die Matthäuskirche ersetzt wurde.
Der heutige Doppelbezirk ist noch heute durch Verbindungsinfrastruktur zwischen Berlin und Potsdam geprägt. So wurde der erste Abschnitt der Reichsstraße 1 durch Steglitz und Zehlendorf geleitet (Pflasterung 1792). 1838 wurde parallel zu dieser die Stammbahn eröffnet. Diese Erschließung der Vororte führte zu einem starken Wachstum der Siedlungen. Steglitz wurde um das Jahr 1900 mit 80.000 Einwohnern größte Landgemeinde in Preußen.
Die vormaligen Bezirke Steglitz und Zehlendorf wurden 1920 bei der Bildung von Groß-Berlin aus zuvor eigenständigen Landgemeinden sowie Gutsbezirken des Landkreises Teltow gebildet.
Das gesamte Gebiet des heutigen Bezirks gehörte nach dem Zweiten Weltkrieg von 1945 bis 1990 zusammen mit den Bezirken Tempelhof, Schöneberg, Neukölln und Kreuzberg zum Amerikanischen Sektor von Berlin, vgl. auch → Geteilte Stadt (dort hellblauer Bereich).
Im Jahr 2001 wurden die beiden ehemals eigenständigen Bezirke im Rahmen der Berliner Verwaltungsreform zum Bezirk Steglitz-Zehlendorf zusammengelegt.
Im Dezember 2020 wurde auf Betreiben von Anwohnern der neue Ortsteil Schlachtensee gegründet.

## Bevölkerung

### Überblick
Am 31. Dezember 2024 zählte der Bezirk Steglitz-Zehlendorf 295.786 Einwohner. Bedingt durch den Anteil von Wasser- und Waldflächen an der Gesamtfläche von knapp 103 Quadratkilometern sowie die in der Mehrzahl aufgelockerte Bebauung lag am Stichtag die durchschnittliche Bevölkerungsdichte bei 2.886 Einwohnern pro Quadratkilometer (siehe hierzu auch: Liste der Bezirke und Ortsteile Berlins).
| Jahr | Einwohner |
| ---- | --------- |
| 2001 | 285.585   |
| 2002 | 285.074   |
| 2003 | 285.007   |
| 2004 | 285.501   |
| 2005 | 285.580   |
| 2006 | 285.817   |
| 2007 | 289.970   |
| 2008 | 288.060   |
| 2009 | 289.718   |
| 2010 | 291.700   |

| Jahr | Einwohner |
| ---- | --------- |
| 2011 | 293.692   |
| 2012 | 295.746   |
| 2013 | 298.200   |
| 2014 | 299.268   |
| 2015 | 299.765   |
| 2016 | 304.086   |
| 2017 | 307.076   |
| 2018 | 308.077   |
| 2019 | 310.071   |
| 2020 | 308.840   |

| Jahr | Einwohner |
| ---- | --------- |
| 2021 | 307.135   |
| 2022 | 311.040   |
| 2023 | 310.446   |
| 2024 | 310.044   |

Die unten stehenden Einwohnerzahlen (Stand: jeweils am 31. Dezember) basieren, abweichend von der Bevölkerungsfortschreibung des Amtes für Statistik Berlin-Brandenburg, auf Daten des Einwohnermelderegisters des Berliner Landesamtes für Bürger- und Ordnungsangelegenheiten.

### Bevölkerungsstruktur
Die folgende Tabelle zeigt Angaben zur Struktur der Bevölkerung von Steglitz-Zehlendorf am 31. Dezember 2024.
| Geschlecht      | Anzahl  | Anteil |
| --------------- | ------- | ------ |
| männlich        | 146.477 | 47,2 % |
| weiblich        | 163.567 | 52,8 % |
| Insgesamt       | 310.044 | 100 %  |
|                 |         |        |
|                 |         |        |
| Altersgruppen   |         |        |
| unter 20        | 054.153 | 17,5 % |
| 20 bis unter 40 | 073.024 | 23,5 % |
| 40 bis unter 65 | 103.202 | 33,3 % |
| ab 65           | 079.665 | 25,7 % |
| Insgesamt       | 310.044 | 100 %  |

| Herkunft                            | Anzahl  | Anteil |
| ----------------------------------- | ------- | ------ |
| Deutsche ohne Migrationshintergrund | 207.326 | 66,9 % |
| Deutsche mit Migrationshintergrund  | 047.380 | 15,3 % |
| Ausländer                           | 055.338 | 17,8 % |
| Insgesamt                           | 310.044 | 100 %  |
|                                     |         |        |
| Wohnlagen                           |         |        |
| einfache Wohnlagen bzw. ohne Angabe | 006.705 | 02,2 % |
| mittlere Wohnlagen                  | 159.079 | 51,3 % |
| gute Wohnlagen                      | 144.260 | 46,5 % |
| Insgesamt                           | 310.044 | 100 %  |

| Religion            | Anzahl  | Anteil |
| ------------------- | ------- | ------ |
| evangelisch         | 062.491 | 20,2 % |
| römisch-katholisch  | 030.658 | 09,9 % |
| sonstige bzw. keine | 216.895 | 69,9 % |
| Insgesamt           | 310.044 | 100 %  |

Das Durchschnittsalter im Bezirk lag am 31. Dezember 2024 bei 46,5 Jahren (Berliner Durchschnitt: 42,8 Jahre) und ist damit das höchste aller Berliner Bezirke.

### Historische Entwicklung
Nach der Gründung Groß-Berlins im Jahr 1920 entstanden die Bezirke Steglitz und Zehlendorf. Sie bestanden bis zu ihrer Fusion im Jahr 2001. Die Einwohnerzahlen wurden in den statistischen Jahrbüchern von Berlin veröffentlicht.
| Jahr | Einwohner  | Einwohner | Einwohner |
| Jahr | Zehlendorf | Steglitz  | Gesamt    |
| ---- | ---------- | --------- | --------- |
| 1925 | 44.420     | 160.580   | 205.000   |
| 1933 | 65.948     | 194.795   | 260.743   |
| 1939 | 81.141     | 213.920   | 295.061   |
| 1946 | 76.432     | 139.696   | 216.128   |
| 1950 | 90.907     | 154.019   | 244.926   |
| 1961 | 95.530     | 185.743   | 281.273   |
| 1970 | 92.850     | 188.098   | 280.948   |
| 1987 | 94.782     | 180.606   | 275.388   |
| 2000 | 97.040     | 191.215   | 288.255   |

## Wirtschaft

### Größte Arbeitgeber und Handwerksbetriebe
Zu den größten Arbeitgebern im Bezirk zählen die medizinischen Einrichtungen Lungenklinik Heckeshorn im Helios-Verbund und das Krankenhaus Waldfriede sowie die wissenschaftlichen Institutionen. Eine der größten privatwirtschaftlich organisierten Firmen ist die Robert Lindner GmbH. Weitere große Arbeitgeber im Bezirk sind das Diakoniewerk Bethel und 3B Dienstleistung Deutschland.
Im Jahr 2015 waren von den 30.015 in Berlin vertretenen Handwerksbetrieben insgesamt 2.276 im Bezirk Steglitz-Zehlendorf gemeldet.

### Geschäfts- und Gewerbezentren

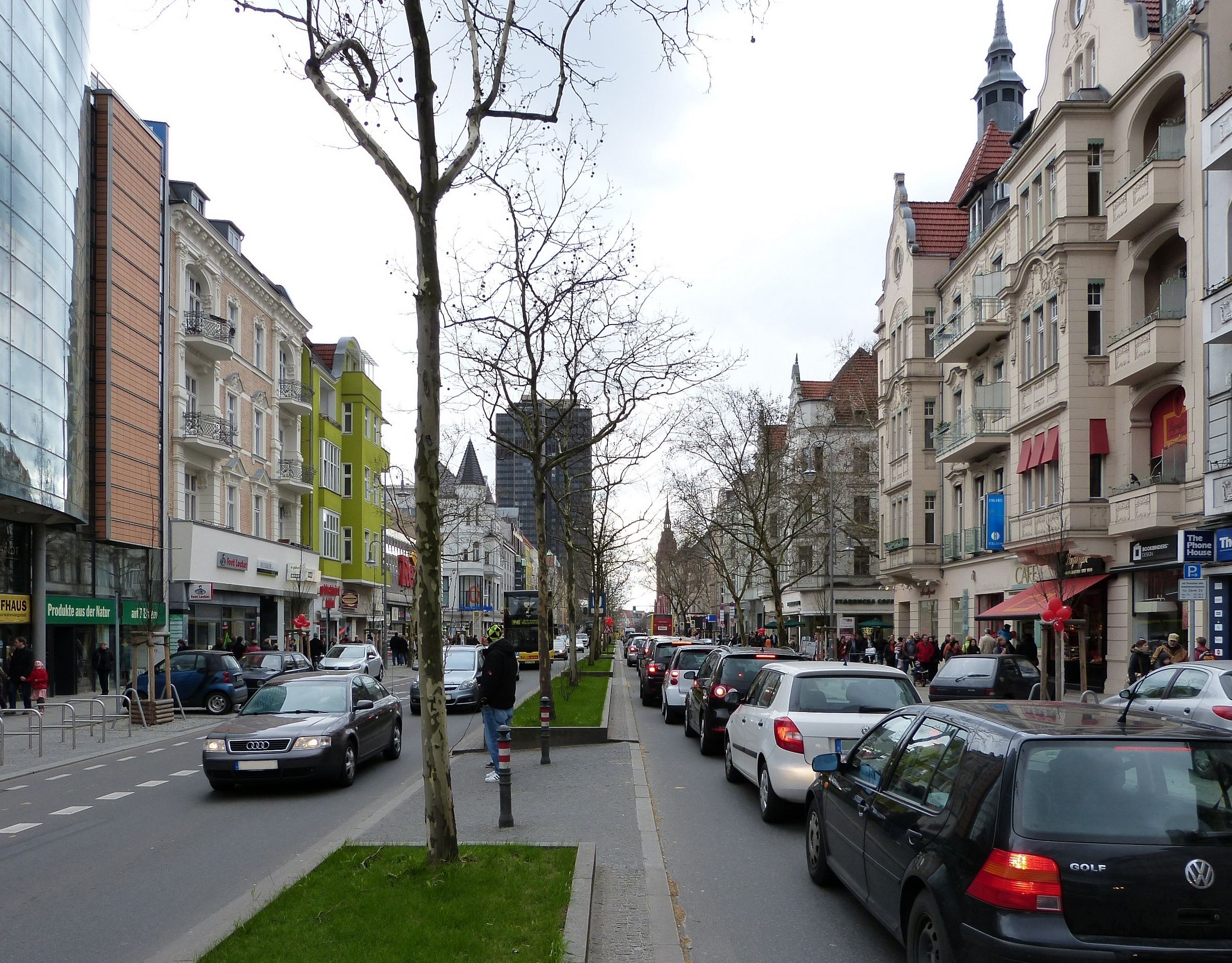
Schloßstraße

Das wichtigste Geschäfts- und Einkaufszentrum für den südwestlichen Bezirk Steglitz-Zehlendorf ist die Steglitzer Schloßstraße. Mit über 200.000 m² Verkaufsfläche ist sie einer der größten Einzelhandelsstandorte Berlins. Neben den großen Einkaufszentren Forum Steglitz, Das Schloss und Boulevard Berlin gibt es dort zahlreiche, zum Teil mehrgeschossige Ladengeschäfte. In den Seitenstraßen befinden sich eine Vielzahl von gastronomischen Einrichtungen.
Weitere Geschäftszentren finden sich um die S- und U-Bahnhöfe Botanischer Garten, Dahlem-Dorf, Lichterfelde West, Oskar-Helene-Heim, Zehlendorf, Schlachtensee und Lichterfelde Ost.
Das größte Gewerbegebiet des Bezirks umfasst rund 77 Hektar und befindet sich rund um Goerzallee, Beeskowdamm und Am Stichkanal. Über 280 Unternehmen haben dort ihren Sitz und beschäftigen etwa 3500 Menschen.

### Technik- und Gründungszentrum
Gegenwärtig in Bau befindet sich das Gründerzentrum FUBIC (Stand: 2020). Auf dem Gelände eines ehemaligen US-Militärhospitals im Ortsteil Lichterfelde entstehen in der Nähe des FU-Campus Räume für innovative Gründungsvorhaben von Absolventen und Wissenschaftlern der Freien Universität.

## Infrastruktur

### Individualverkehr
Die Autobahnen A 100, A 103, A 115 und die B 1 führen durch den Bezirk Steglitz-Zehlendorf. Die Glienicker Brücke ist Teil der B 1 und verbindet Berlin mit Potsdam.

### Öffentlicher Personennahverkehr

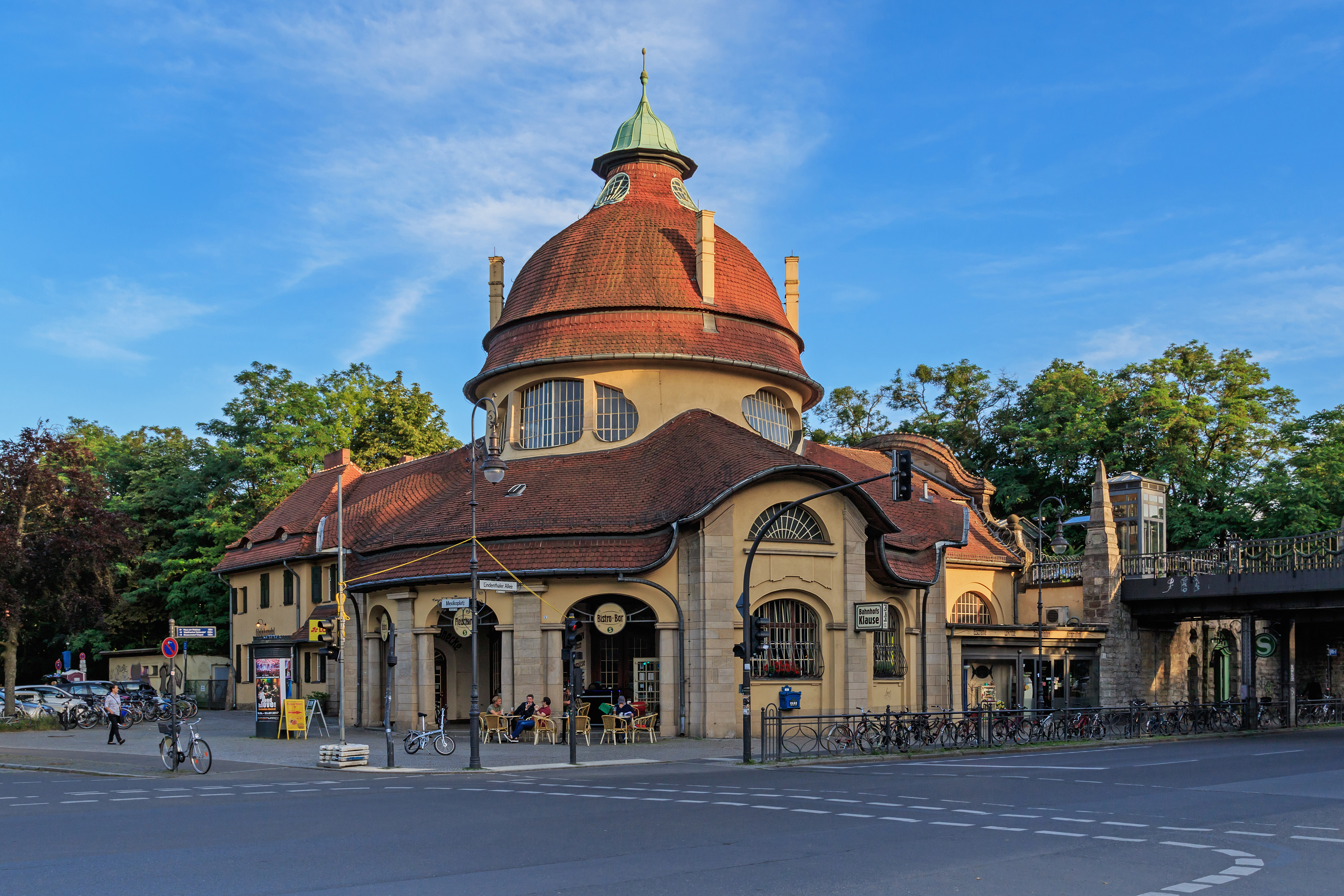
S-Bahnhof Mexikoplatz

Durch den Bezirk führen die S-Bahn-Linien S1, S2, S25, S26 und S7 sowie die U-Bahn-Linien U3 und U9. Ferner verkehren zahlreiche Buslinien einschließlich Nachtlinien im Bezirk. Die BVG betreibt zusätzlich eine Fähre über den Wannsee nach Kladow.

### Schiffsverkehr
- Teltowkanal
- Hafen Lichterfelde
- Havel

### Energieversorgung
Das Heizkraftwerk Lichterfelde wurde 1972 erstmals in Betrieb genommen und arbeitet nach dem Prinzip der Kraft-Wärme-Kopplung. Das heutige Gaskraftwerk mit seinen 158 Meter hohen Kaminen verfügt über drei Blöcke und hat eine elektrische Gesamtleistung von 450 Megawatt sowie eine thermische Leistung von 720 Megawatt.

### Telekommunikation
- Fernmeldeturm Berlin-Schäferberg

## Politik und Verwaltung

### Bezirksverordnetenversammlung
Die Wahl zur Bezirksverordnetenversammlung (BVV) des Bezirks Steglitz-Zehlendorf am 12. Februar 2023 führte zu folgendem Ergebnis:
| Wahl zur Bezirksverordnetenversammlung Steglitz-Zehlendorf 2023Wahlbeteiligung: 67,6 % 403020100 36,121,618,96,55,64,76,6 CDUGrüneSPDFDPAfDLinkeSonst.Gewinne und Verlusteim Vergleich zu 2021 %p 10 8 6 4 2 0 −2 −4+8,9−0,8−2,8−3,0+0,5−0,3−2,4CDUGrüneSPDFDPAfDLinkeSonst. | Sitzverteilung (Stand: 2025)Insgesamt 55 Sitze - CDU: 22 - Grüne: 13 - SPD: 11 - FDP: 4 - AfD: 3 - Linke: 2 |

### Bezirksbürgermeister
Hier werden die Bürgermeister des Bezirks Steglitz-Zehlendorf seit 2001 aufgeführt. Die Bürgermeister der ehemaligen Bezirke Steglitz und Zehlendorf finden sich in den jeweiligen Artikeln.
- 2001–2006: Herbert Weber (CDU)
- 2006–2016: Norbert Kopp (CDU)
- 2016–2021: Cerstin Richter-Kotowski (CDU)
- seit 2021: Maren Schellenberg (Grüne)

Der Bezirk Steglitz-Zehlendorf ist auf Landesebene im Rat der Bürgermeister vertreten.

### Bezirksamt
Das Bezirksamt umfasst sechs Mitglieder (Stand: 2025).
| Name                     | Partei | Funktion                                | Geschäftsbereich                                                 |
| ------------------------ | ------ | --------------------------------------- | ---------------------------------------------------------------- |
| Maren Schellenberg       | Grüne  | Bezirksbürgermeisterin                  | Finanzen, Personal, Wirtschaftsförderung und Facility Management |
| Cerstin Richter-Kotowski | CDU    | stellvertretende Bezirksbürgermeisterin | Bildung, Kultur und Sport                                        |
| Urban Aykal              | Grüne  | Bezirksstadtrat                         | Ordnung, Umwelt- und Naturschutz, Straßen und Grünflächen        |
| Patrick Steinhoff        | CDU    | Bezirksstadtrat                         | Stadtentwicklung                                                 |
| Tim Richter              | CDU    | Bezirksstadtrat                         | Bürgerdienste und Soziales                                       |
| Carolina Böhm            | SPD    | Bezirksstadträtin                       | Jugend und Gesundheit                                            |

### Wappen
Das Wappen des Bezirks Steglitz-Zehlendorf orientiert sich an den Wappen der namensgebenden Ortsteile Steglitz und Zehlendorf. Die Wappen der übrigen Ortsteile bleiben unberücksichtigt. Dies entspricht dem Muster der Wappenbildung in den meisten Berliner Bezirken. Auch schon die von 1920 bis 2000 bestehenden ehemaligen Verwaltungsbezirke Steglitz und Zehlendorf hatten jeweils nur die Wappen der beiden alten preußischen Dörfer verwandt, ergänzt um die allen Berliner Wappen gemeinsame Mauerkrone als Sinnbild des Stadtverbands. Das heutige Bezirkswappen wurde am 25. März 2003 durch den Senat von Berlin gestiftet.
| Wappen des Bezirks Steglitz-Zehlendorf von Berlin | Blasonierung: „In Gold eine grüne Kiefer mit schwarzem Stamm auf grünem Boden, darunter ein silberner Wellenschildfuß, darüber im Schildhaupt ein schwebender rotbewehrter und -gezungter schwarzer Adlerkopf. Auf dem Schild ruht eine rote dreitürmige Mauerkrone, deren mittlerer Turm mit dem Berliner Wappenschild belegt ist.“ |
| Wappen des Bezirks Steglitz-Zehlendorf von Berlin | Wappenbegründung: Die Kiefer und der Wellenschildfuß (Wassersymbolik) sind dem Zehlendorfer Wappen (seit Wappenentwurf von 1907) entnommen. Sie versinnbildlichen den Wald- und Wasserreichtum des Bezirks Zehlendorfs. Das Adlermotiv ist dem Steglitzer Wappen (Bestandteil im Wappen um 1887, als dem Ort Steglitz unüblicherweise ein eigenes Wappen zuerkannt wurde) entnommen. Das Adlermotiv ist auf den Wappenverleiher Kaiser Wilhelm I. zurückzuführen. Die Mauerkrone ist das verbindende Element aller Berliner Bezirke. |

### Städtepartnerschaften

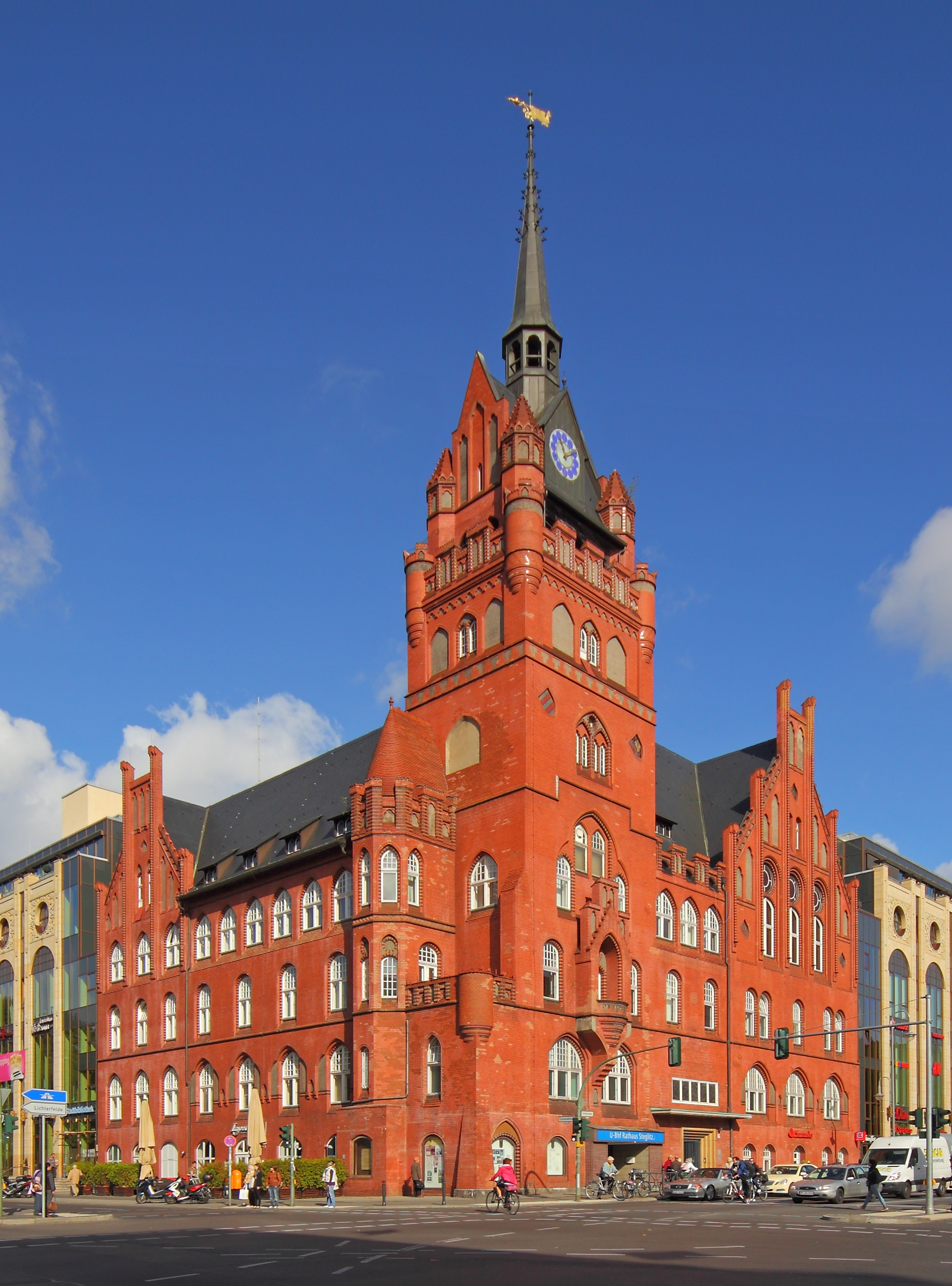
Im Rathaus Steglitz befindet sich gegenwärtig ein Bürgeramt.

Der Bezirk Steglitz-Zehlendorf pflegt folgende Städtepartnerschaften:
International

 Kirjat Bialik (Israel), 1966

 Brøndby (Dänemark), 1968

 Cassino (Italien), 1969

 Sderot (Israel), 1975

 Ronneby (Schweden), 1976

 Szilvásvárad (Ungarn), 1989

 Charkiw (Ukraine), 1990

 Kazimierz Dolny, Poniatowa, Nałęczów (Polen), 1993

 Sochos (Griechenland), 1993

 Zugló (Bezirk von Budapest, Ungarn), 2008

 Songpa-gu (Bezirk von Seoul, Südkorea), 2013
National
- Bonn-Bad Godesberg, Nordrhein-Westfalen, 1962
- Landkreis Göttingen, Niedersachsen, 1962
- Hann. Münden, Niedersachsen, 1962
- Kreis Rendsburg-Eckernförde, Schleswig-Holstein, 1964
- Bremerhaven, Bremen, 1965
- Nentershausen, Hessen, 1966
- Hagen, Nordrhein-Westfalen, 1967
- Westerwaldkreis, Rheinland-Pfalz, 1970
- Landkreis Lüchow-Dannenberg, Niedersachsen, 1979
- Königs Wusterhausen, Brandenburg, 1988

Darüber hinaus ist der Bezirk Patenschaften mit der 2. Kompanie des Wachbataillons beim Bundesministerium der Verteidigung und der Reservistenkameradschaft Berlin-Südwest ‚Flakregiment 12‘ eingegangen.

### Polizei
Die Direktion 4 der Berliner Landespolizei mit Dienstsitz im Ortsteil Lankwitz ist für die Bezirke Steglitz-Zehlendorf und Tempelhof-Schöneberg zuständig.

### Diplomatische Vertretungen
In Berlin haben sich nach dem Jahr 2000 (nach dem Hauptstadtumzug) die meisten diplomatischen Vertretungen niedergelassen. Im Bezirk Steglitz-Zehlendorf haben die Botschaft des Königreichs Thailand in der Lepsiusstraße 64 (Steglitz), die Botschaft der Republik Tschad in der Lepsiusstraße 114 (Steglitz), die Botschaft der Republik Sierra Leone in der Herwarthstraße 4 (Lichterfelde), die Botschaft der Demokratischen Bundesrepublik Äthiopien in der Boothstraße 20a (Lichterfelde) und die Botschaft der Republik Niger in der Machnower Straße 24 (Zehlendorf) ihren Sitz.

## Bildung

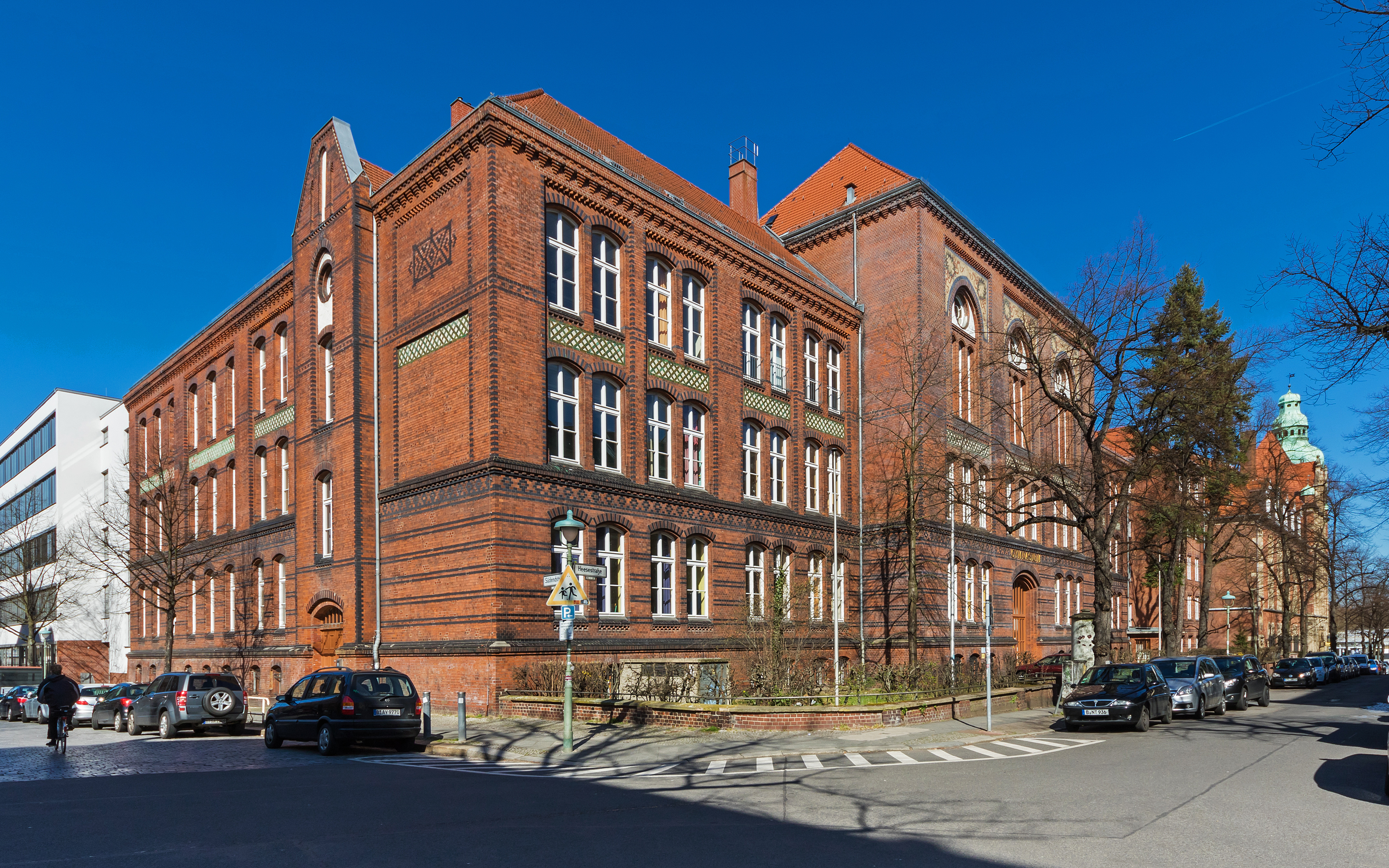
Gymnasium Steglitz

### Bibliotheken und Schulen
In Steglitz-Zehlendorf gab es mit Stand 2019 78 Schulen mit ca. 1360 Klassen und 35.000 Schülern.
- Stadtbibliothek Steglitz-Zehlendorf

(Auswahl)
- Arndt-Gymnasium Dahlem
- Beethoven-Gymnasium, Lankwitz
- Goethe-Gymnasium, Lichterfelde
- Gymnasium Steglitz
- Paulsen-Gymnasium, Steglitz
- Schadow-Gymnasium, Zehlendorf

### Wissenschaftsstandorte
(alphabetisch sortiert)
- American Academy

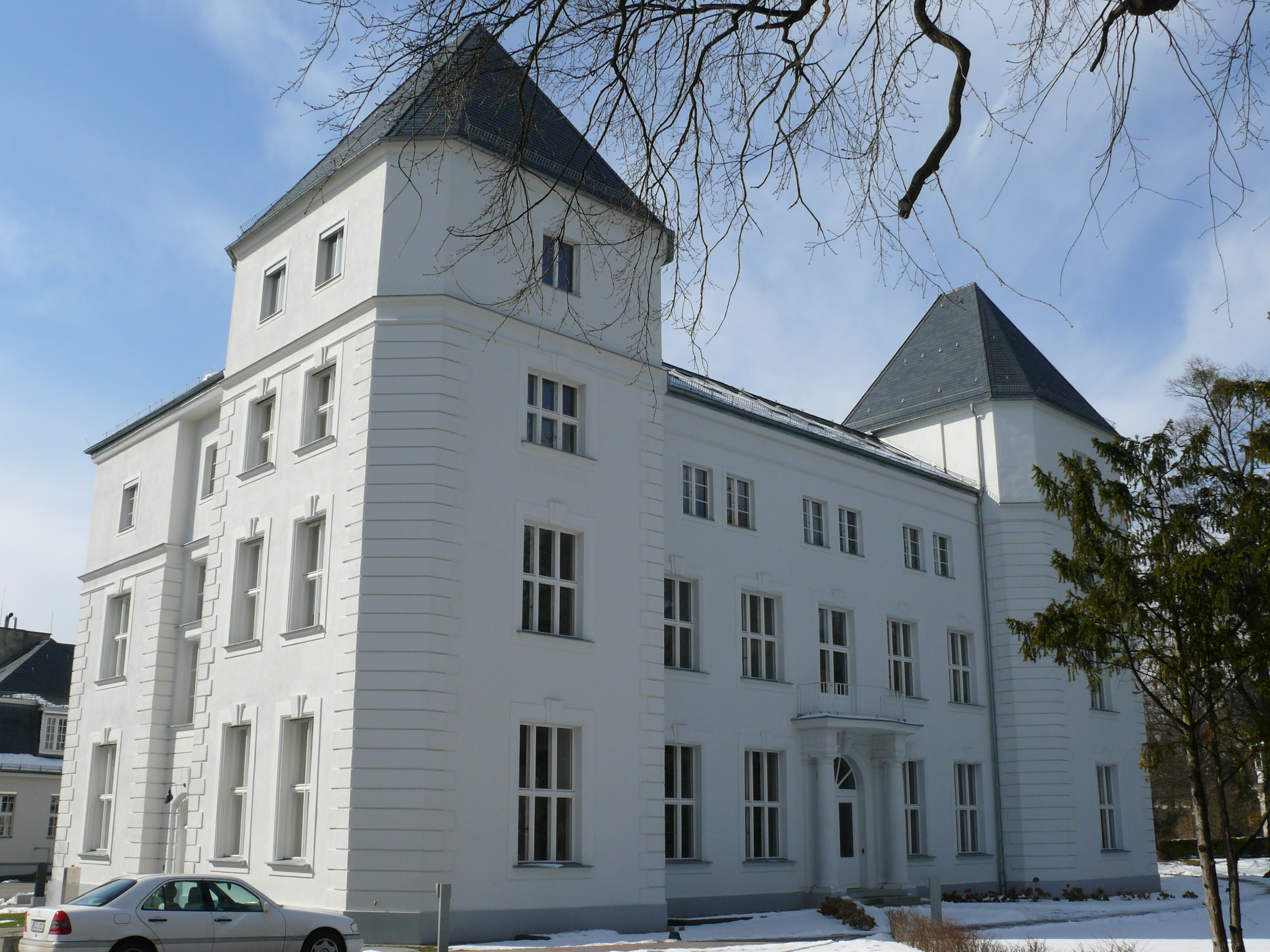
Fritz-Haber-Institut der Max-Planck-Gesellschaft

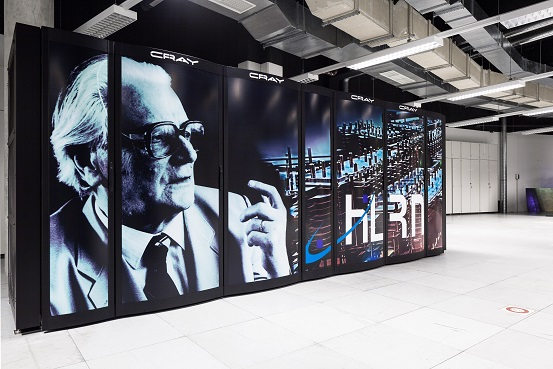
Zuse-Institut Berlin

- Biologische Bundesanstalt für Land- und Forstwirtschaft
- Bundesanstalt für Materialforschung und -prüfung
- Bundesarchiv-Außenstelle Berlin: Zentralarchive des Deutschen Reichs und der DDR
- Charité – Universitätsmedizin Berlin (Campus Benjamin Franklin)
- Deutsches Archäologisches Institut
- Freie Universität Berlin
  - Otto-Suhr-Institut
  - Philologische Bibliothek der Freien Universität Berlin
- Technologie- und Wissenschaftsstandort FUBIC
- Geheimes Preußisches Staatsarchiv
- Helmholtz-Zentrum Berlin für Materialien und Energie
- Institut für Museumsforschung
- Zuse-Institut Berlin
- Max-Planck-Gesellschaft:
  - Fritz-Haber-Institut der Max-Planck-Gesellschaft
  - Max-Planck-Institut für Bildungsforschung
  - Max-Planck-Institut für molekulare Genetik
  - Max-Planck-Institut für Wissenschaftsgeschichte
- Zentrum Moderner Orient

## Kultur und Sport

### Sport

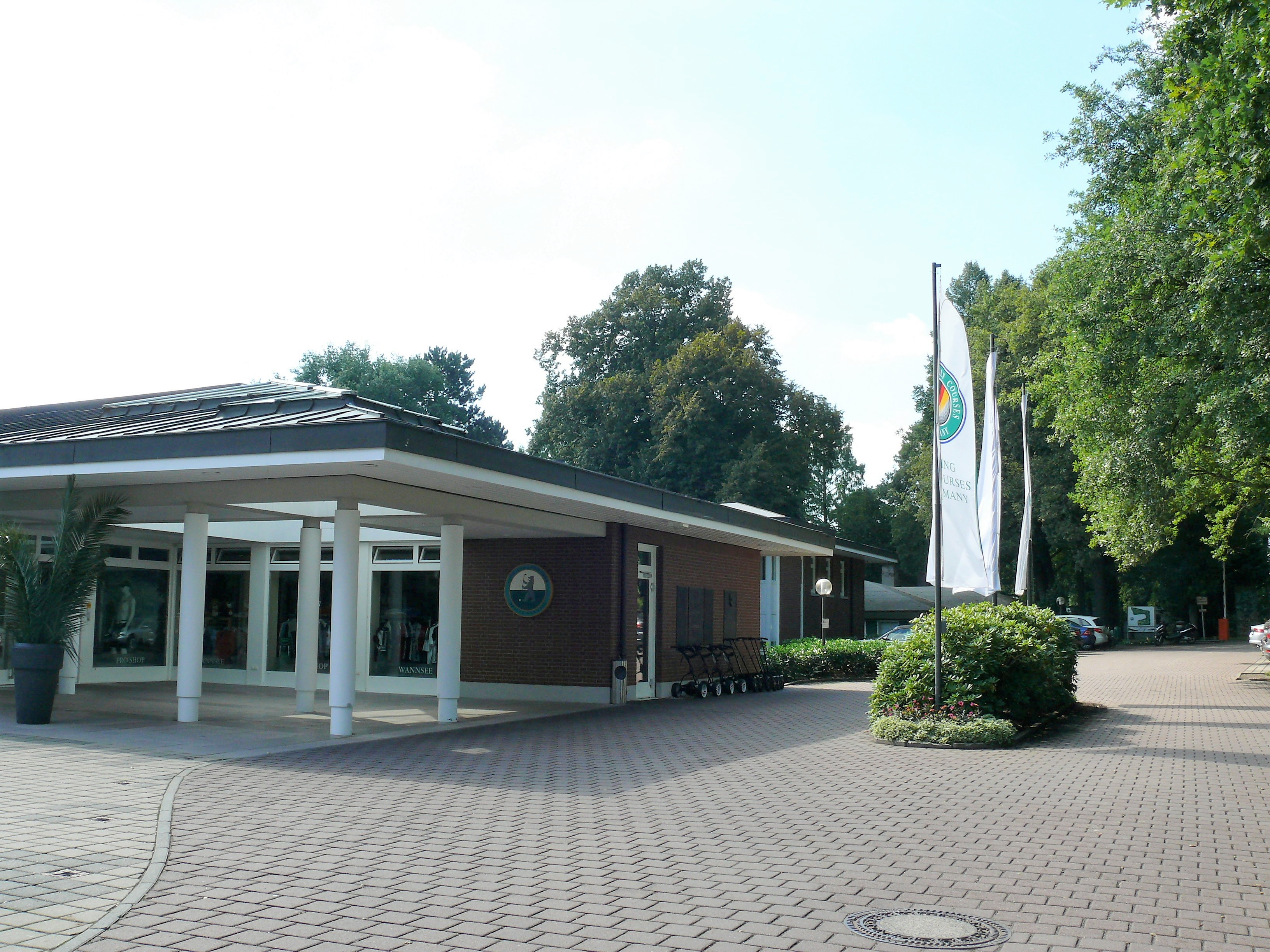
Golf- und Land-Club in Berlin-Wannsee

Der Berliner HC war mehrfacher Deutscher Meister im Damen- und Herrenfeldhockey. Der Bundesligaclub trägt seine Heimspiele in erster Linie im Ernst-Reuter-Stadion in Zehlendorf aus. Unter den erfolgreichen Spielern der Hockeyabteilung sind einige Mitglieder der Familie Keller. Erwin Keller gewann eine Silbermedaille bei den Olympischen Spielen. Carsten, Andreas und Natascha Keller konnten bei Olympischen Spielen je eine Goldmedaille erringen.

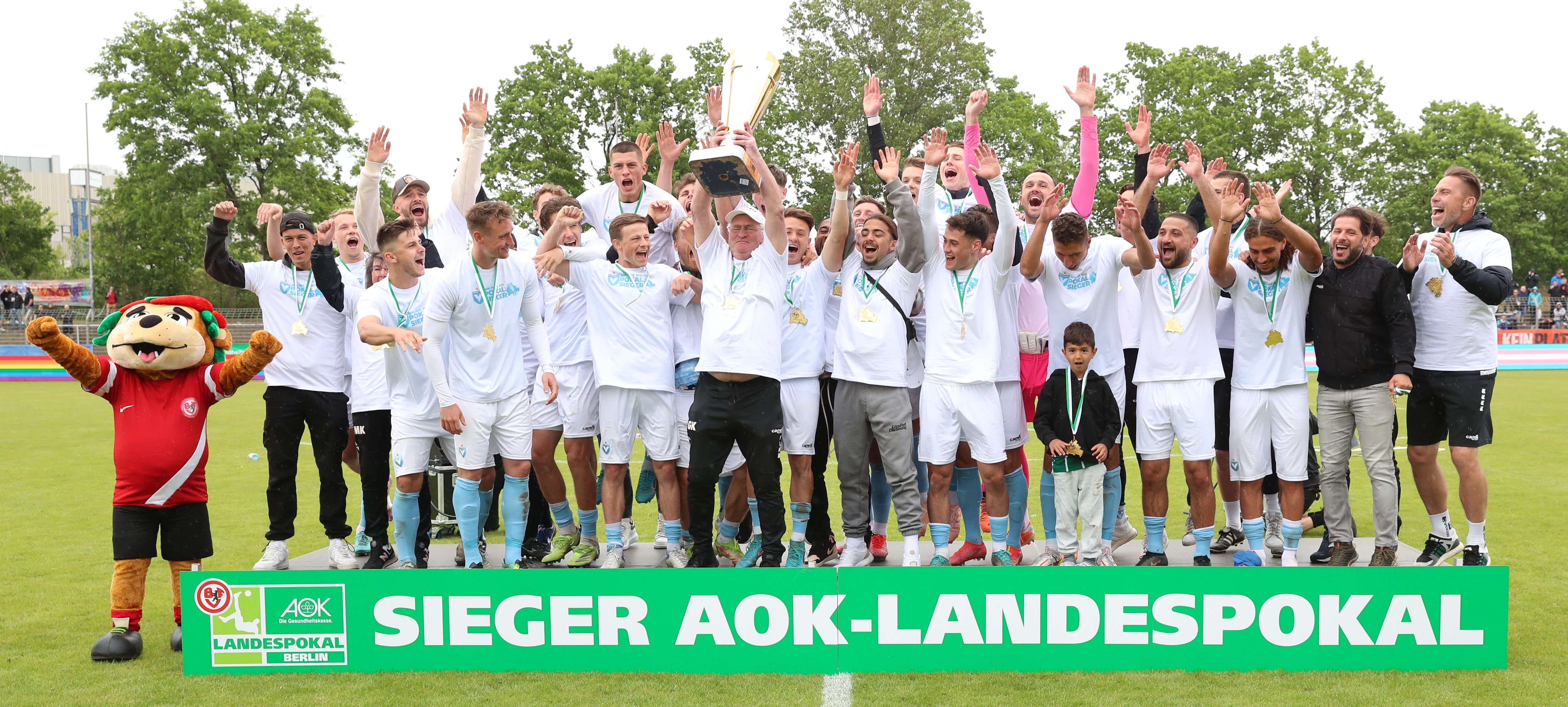
FC Viktoria 1889 Berlin

Verschiedene Jugendmannschaften des TuS Lichterfelde Basketball waren Berliner und Deutscher Meister.
Der Fußballverein FC Viktoria 1889 Berlin ist mit rund 1600 spielenden Mitgliedern in 65 verschiedenen Teams einer der größten aktiven Fußballvereine in Berlin. Die erste Mannschaft spielte in der Saison 2021–22 in der 3. Liga.
Eine beliebte Strecke für Radsport und Inlineskaten ist der Kronprinzessinnenweg im Grunewald. Der im Wald gelegene asphaltierte Weg ist insgesamt vier Kilometer lang.
Als ältester Golfclub in Deutschland gilt der 1895 gegründete Golf- und Land-Club Berlin-Wannsee. Aktuell sind rund 1800 eingetragene Mitglieder Teil des Clubs (Stand: 2017). Auf einem 1913/1914 errichteten 18-Loch-Golfplatz am Schäferberg sowie auf einer 1926 angelegten 9-Loch-Erweiterung werden die Golfpartien gespielt.

### Sammlungen und Literaturtreffpunkte

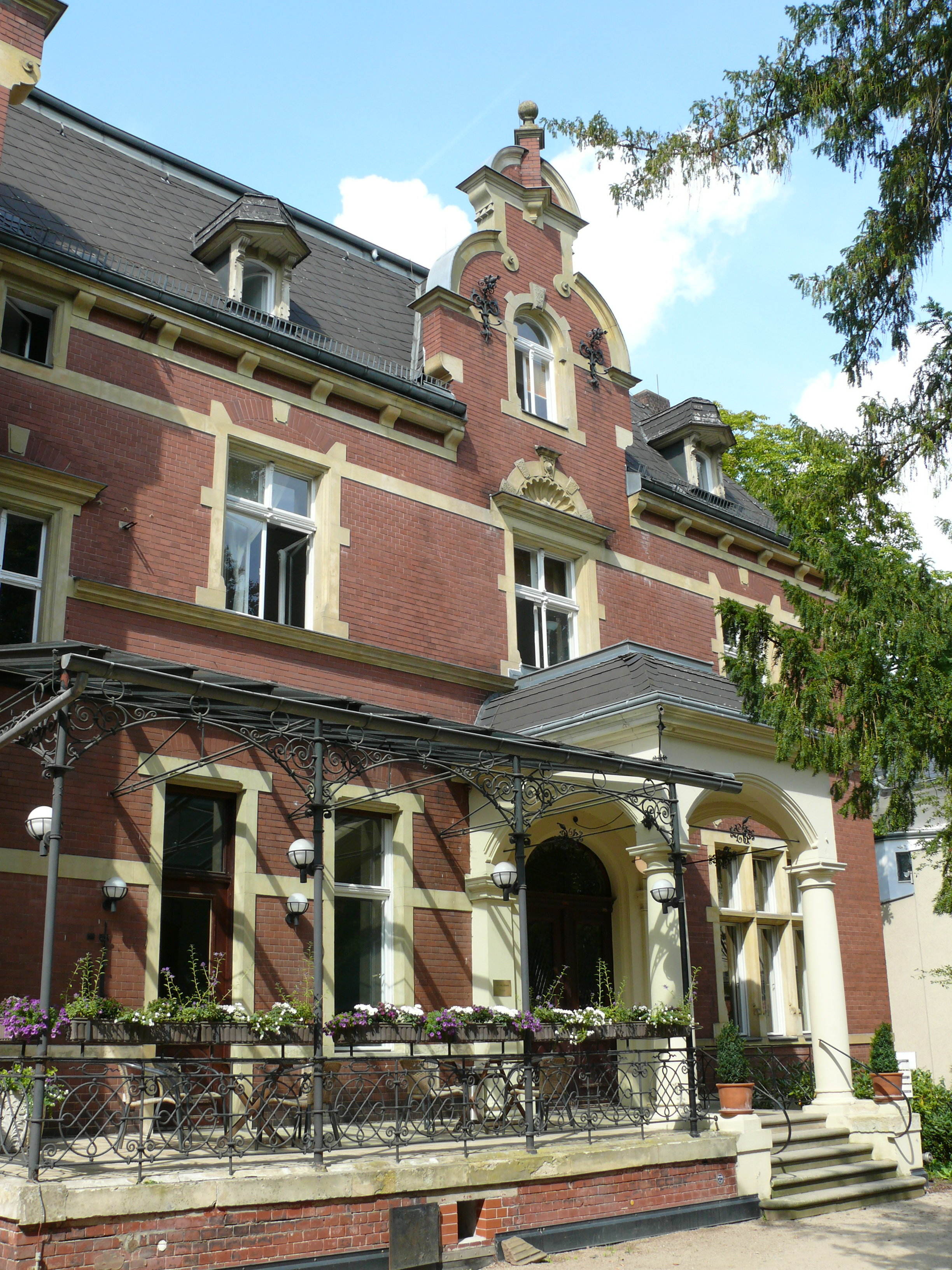
Literarisches Colloquium

- Liebermann-Villa, Kunstmuseum mit den Werken des Malers
- Literarisches Colloquium Berlin
- Energie-Museum Berlin zur Geschichte und Technik der Energieversorgung
- Alliiertenmuseum zur Geschichte der Berliner Luftbrücke
- Museumsdorf Düppel
- Haus am Waldsee (Ausstellungshaus zur zeitgenössischen Kunst)
- Botanischer Garten und Botanisches Museum Berlin
- Brücke-Museum der Künstlergruppe Brücke
- Domäne Dahlem – Agrarhistorisches Freilichtmuseum
- Jagdschloss Grunewald mit Gemäldesammlung
- Museum Europäischer Kulturen
- Sammlung Achim Freyer, bedeutende Kunstsammlung in Privatvilla
- Steglitz-Museum

### Theater und Kinos

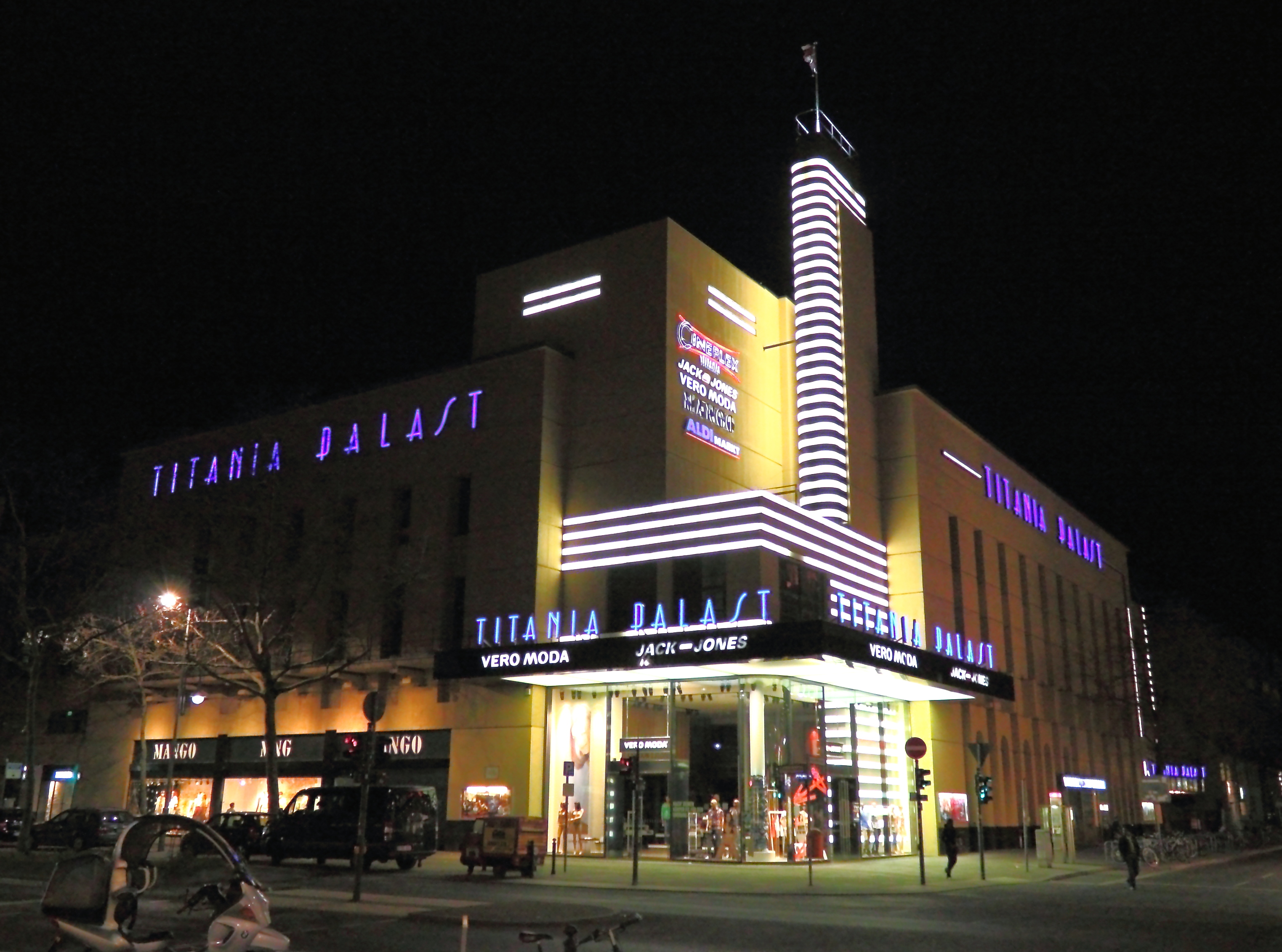
Titania-Palast

- Schlossparktheater mit Gutshaus Steglitz (Wrangelschlösschen)
- Theater Lichterfelde (Kindertheater)
- Titania-Palast
- Capitol in Dahlem

### Architektur
- Bierpinsel

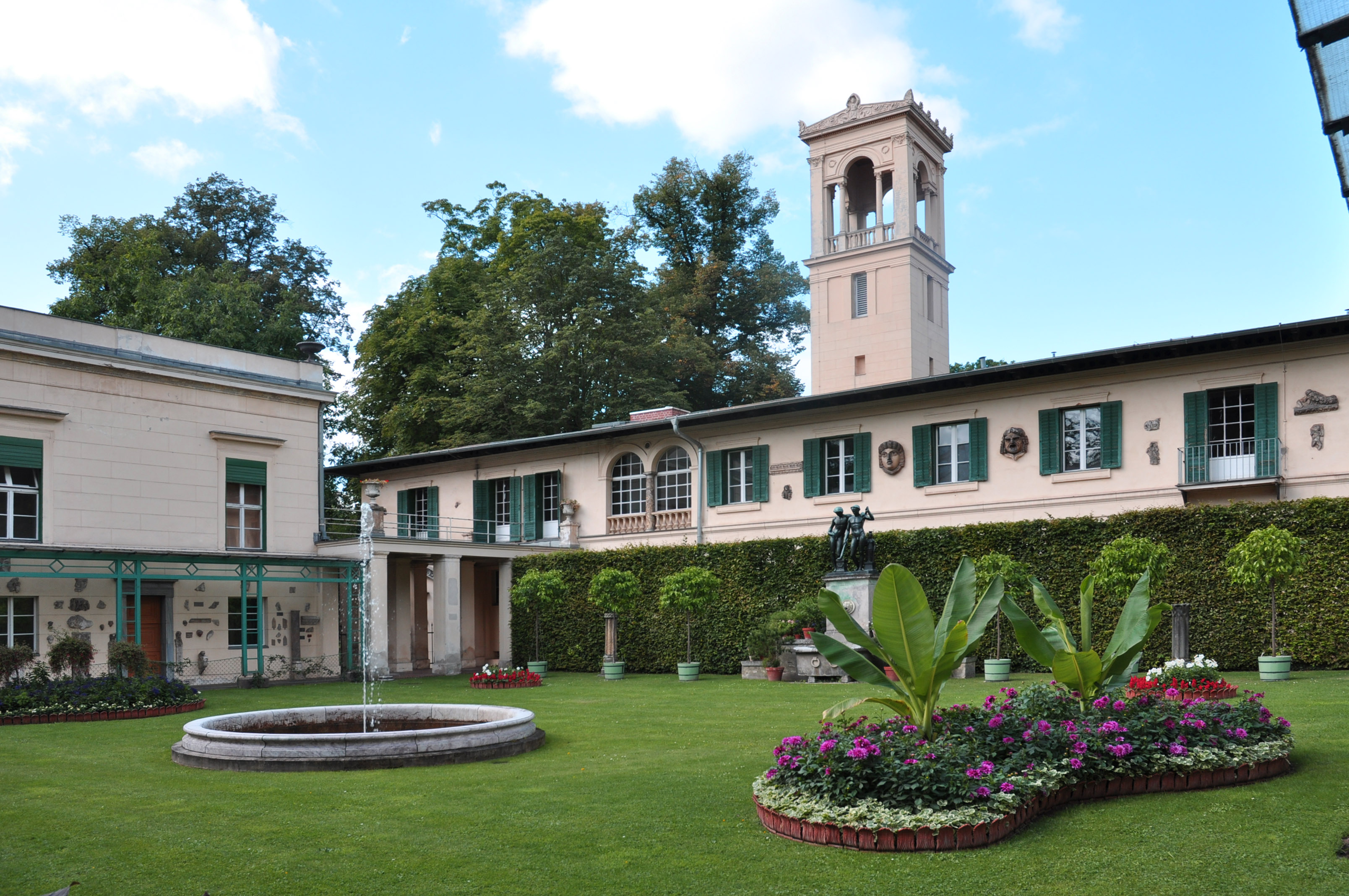
Schloss Glienicke in Wannsee

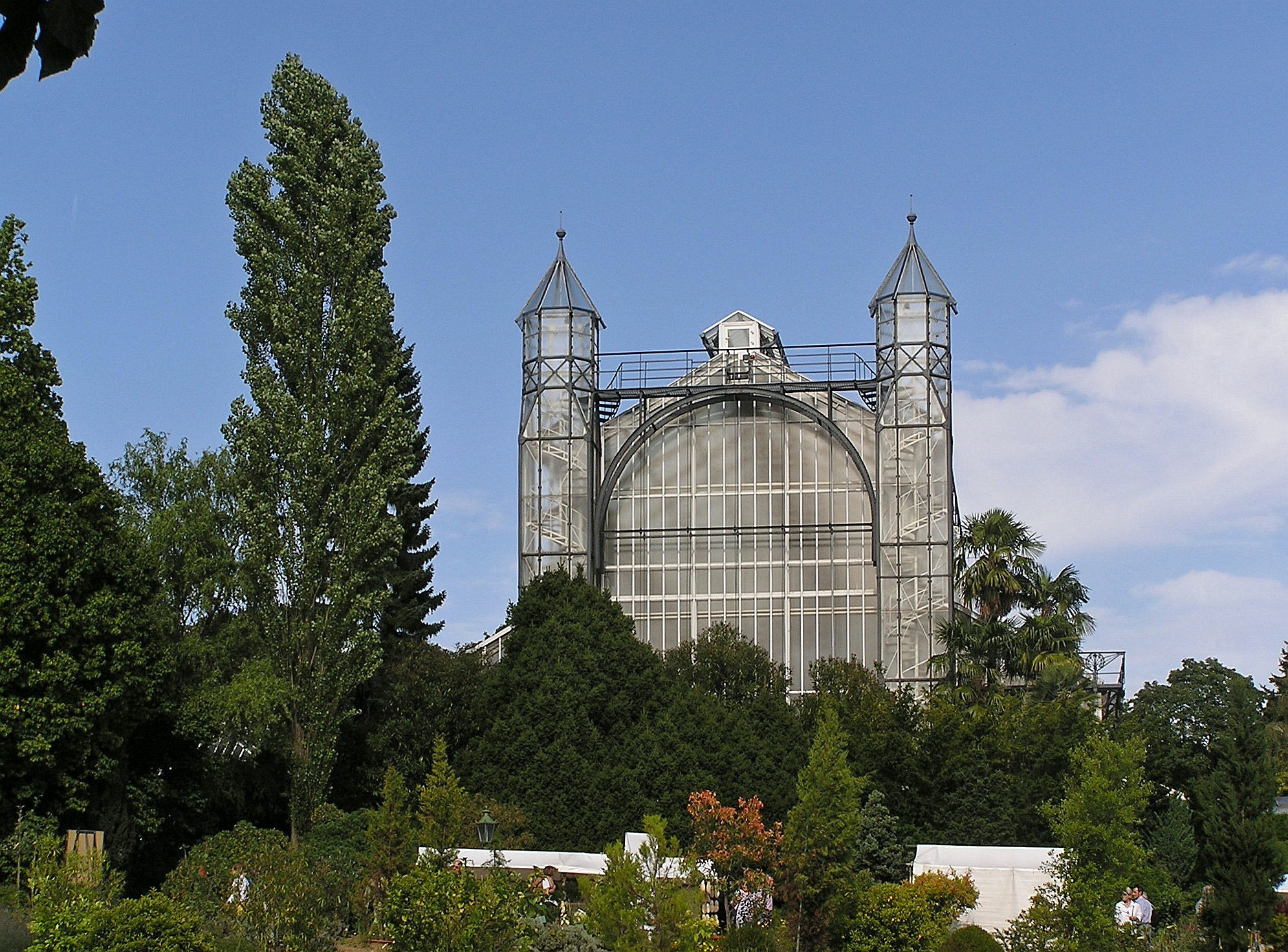
Botanischer Garten in Lichterfelde

- Steglitzer Kreisel, größte Bauruine Berlins
- Rosenkranz-Basilika
- Fliegeberg mit Otto-Lilienthal-Gedenkstätte
- Villenkolonie Lichterfelde West
- Herrenhaus Correns (Siemensvilla), Lankwitz
- Onkel Toms Hütte (Bauhaus-Siedlung aus den Jahren 1926–1931)
- Schwanenwerder (Villenviertel mit Insellage im Großen Wannsee)
- Studentendorf Schlachtensee (Nationales Kulturerbe)
- Villenkolonie Alsen mit Siemens-Villa und Haus der Wannseekonferenz
- Kohlhasenbrück
- Loggia Alexandra auf dem Böttcherberg
- Blockhaus und Kirche St. Peter und Paul auf Nikolskoe

### Grünanlagen
In Steglitz-Zehlendorf liegen zwei der zum UNESCO-Welterbe gehörenden Parkanlagen des Ensembles der Berlin-Potsdamer Residenzlandschaft. Dazu gehören die Pfaueninsel mit dem gleichnamigen Schloss und der Nahe der Stadtgrenze zu Potsdam liegende Park Klein-Glienicke mit dem Jagdschloss und Schloss Glienicke.
Der Botanische Garten Berlin in Berlin-Lichterfelde ist mit einer Fläche von über 43 Hektar und etwa 22.000 verschiedenen Pflanzenarten einer der größten Botanischen Gärten Europas. Der Garten und das angeschlossene Botanische Museum Berlin haben jährlich eine halbe Million Besucher.